# (3180) Morgan
(3180) Morgan es un asteroide que forma parte del cinturón de asteroides y fue descubierto por el equipo del Indiana Asteroid Program el 7 de septiembre de 1962 desde el Observatorio Goethe Link de Brooklyn, Estados Unidos.

## Designación y nombre
Morgan fue designado inicialmente como 1962 RO.
Posteriormente, en 1989, se nombró en honor del astrónomo estadounidense William Wilson Morgan (1906-1994) según una propuesta de Frank K. Edmondson.

## Características orbitales
Morgan está situado a una distancia media del Sol de 2,23 ua, pudiendo acercarse hasta 1,9 ua y alejarse hasta 2,56 ua. Su inclinación orbital es 5,275 grados y la excentricidad 0,148. Emplea 1216 días en completar una órbita alrededor del Sol.

## Características físicas
La magnitud absoluta de Morgan es 13,8.